# Palacio del Seminario Metropolitano
El edificio del Seminario Metropolitano es un palacio barroco de Turín, que fue construido para albergar el seminario de la archidiócesis y más tarde fue sede de la Pontificia Facultad Teológica de Turín y hoy sede de la sección separada de la Facultad Teológica del Norte de Italia.
El proyecto de 1711 (anteriormente atribuido a Filippo Juvara) se reconoce como obra de Pietro Paolo Cerruti. La finalización tuvo lugar entre 1738 y 1729 con la construcción del ala hacia Via Cappel Verde. La construcción del palacio se enmarca en la expansión de la ciudad en los años 1720-30 (tercer ensanche de Turín) y en la revolución urbanística promovida por Vittorio Amedeo II y liderada por Filippo Juvarra después de que Turín se convirtiera en la capital del Reino de Cerdeña..
Dado el reducido tamaño del seminario en aquella época, en 1711 se decidió construir un nuevo edificio (el actual) en el mismo emplazamiento del anterior. Los trabajos fueron dirigidos por el rector del seminario, Pietro Cossa. Cossa (Usseglio 13 de febrero de 1672 - 29 de noviembre de 1760) fue rector desde 1704 hasta su muerte, y también fue teólogo canónigo del Capítulo metropolitano de Turín, director de una Conferencia de Teología Moral para el clero, abad de la abadía de San Costanzo. en Villar San Constancio, confesor de la reina Ana María de Borbón-Orleáns y de Carlos Manuel III. Sobre la puerta central del salón del seminario están dedicados a él un busto y una placa.

La construcción del palacio fue larga y compleja, acompañada de compras, adaptaciones y demoliciones de edificios de la manzana.   La primera mitad del edificio se terminó entre 1711 y 1713; Entre 1722 y 1723 se construyeron las alas este y norte y aún quedaba por construir más de un tercio del edificio. En el contrato del 10 de marzo de 1711 se había contratado a los canteros Bartolomeo Quadrone y Francesco Busso para la construcción del portal central con piedra de Gassino. Los maestros de obra Domenico y Carlo Francesco Pizone trabajaron en el ala oriental entre 1711 y 1712. En agosto de 1712, catorce (de veinticuatro) grandes columnas de mármol rojo (con capiteles, zócalos y adornos) de los canteros milaneses Antonio Magistretto y Carlo Salvadore fueron entregadas por río en 150 barcos, partiendo de Bereguardo. En 1723-24 se encargó a los albañiles de Barge la tarea de trabajar los suelos con piedra local. Costa consiguió importantes fondos financieros, incluso mediante préstamos contraídos entre 1713 y 1749. En 1734 Cossa donó su propio dinero para una mayor ampliación, la construcción de una capilla y la creación de plazas gratuitas para sacerdotes pobres. El 20 de enero de 1728, el arzobispo de Gattinara, Mons. Francesco Giuseppe Arborio, constató que el palacio estaba medio terminado. En aquella época la comunidad contaba con 42 clérigos, algunos de los cuales estudiaban gramática y retórica en el colegio jesuita, otros filosofía y teología en la universidad. Entre los años 1728 y 1733 se terminaron la capilla y el ala occidental del edificio del seminario. El ala sur fue terminada en los años 1778-1780 bajo la dirección del arquitecto Carlo Ceroni, originario de Val Solda, después de la demolición de las casas antiguas. En el momento de su finalización, el rector era Giovanni Tommaso Adami y el arzobispo Vittorio Costa d'Arignano. En abril de 1782 el relojero Pietro Martina instaló un gran reloj en el patio. En 1793 el rector Adami inició la ampliación de la capilla, encargando al maestro cantero genovés Francesco Parodi la realización de un nuevo altar de mármol y el coro de madera al carpintero Vincenzo Rasario de Romagnano Sesia. El hecho es que la construcción del ala occidental, de la que forma parte la capilla, es la menos claramente documentada.Fue ocupada por tropas francesas en 1799. El seminario, la universidad y la facultad de teología fueron suspendidos por la Revolución. El arzobispo Giacinto Della Torre, que gozaba de la simpatía del régimen napoleónico, obtuvo con decreto imperial la reapertura del seminario el 16 de febrero de 1807. Fueron necesarias importantes y costosas reparaciones para hacerla habitable, también porque los bienes muebles habían sido saqueados por los franceses y entregados al dominio público. Durante muchos años después de 1848 se utilizó como hospital militar temporal; En 1867 fue confiscada por el estado italiano. Durante la Segunda Guerra Mundial sufrió daños por bombardeos que dañaron la parte suroeste.

## Descripción
La capilla fue terminada en 1774 y ampliada en 1793 por Ceroni. Hay una estatua de la Inmaculada Concepción de la primera mitad del siglo XVIII del escultor toscano Giovanni Domenico Olivieri, en las paredes laterales hay pinturas (de finales de la década de 1730) del pintor piamontés Tana, mientras que la bóveda está pintada al fresco (en 1757-58) del pintor modenés Giovanni Battista Alberoni. Las pinturas de las puertas de la sacristía fueron realizadas por el paisajista Vittorio Amedeo Cignaroli mientras que los escalones de madera del altar mayor fueron realizados en 1766 por el escultor piamontés Stefano Maria Clemente. El órgano, que data de 1778-1779, es obra de Francesco Concone.Otras salas del seminario conservan dos crucifijos de Felice Cervetti, un retrato del beato Ascanio da Ceva del siglo XVII pintado por el monje camaldulense Gregorio Cartaro y pinturas sobre la puerta de Scipione Cignaroli, Francesco Antoniani y Vittorio Amedeo Rapos.